# Abu Fakir
Abu Fakir är svensk tecknad serie av Oscar Jacobsson. Den publicerades från 1945 i tidningen Vi.